# Wartość marki
Wartość marki – wartość dodana marki.
Jest mierzona na podstawie tego, jak bardzo klient jest świadomy marki. Wartość marki może zostać policzona poprzez porównanie oczekiwanych przychodów markowego produktu z oczekiwanymi przychodami odpowiedniego niemarkowego produktu.